# اچ‌دی ۱۰۱۸۰
اچ‌دی ۱۰۱۸۰ یک ستاره است که در صورت فلکی آبمار قرار دارد.